# Дадашев, Амирулла Гасан оглы
Амирулла Гасан оглы Дадашев (1903, Бакинская губерния — 1942) — советский военный, государственный и политический деятель.

## Биография
Родился в 1903 году. Член ВКП(б) с 1921 года.
Участник Гражданской войны. С 1921 года — на военной, общественной и политической работе. В 1921—1942 годах — студент Университета народов Востока, курсант Военно-политической академии им. В. И. Ленина, на политической работе в частях Закавказской СФСР и Азербайджанской ССР в должностях от младшего политрука до полкового комиссара.
Избирался депутатом Верховного Совета СССР 1-го созыва.
Участник Великой Отечественной войны, военный комиссар 803-го стрелкового полка 396-й азербайджанской стрелковой дивизии, участник Керченско-Феодосийской десантной операции, принял командование полком. 
Героически погиб в бою в сентябре 1942 года.